# Министерство информации, связи и искусства Сингапура
Министерство информации, связи и искусства Сингапура отвечает за индустрию творчества, искусства, наследия, за библиотеки, средства массовой информации, инфо-коммуникационные и правительственные связи с общественностью.

## Миссия
- Глобал Сити для информации, коммуникаций и искусств
- Креативная экономика
- Милостивое сообществе
- Мультикультурное наследие.

## История
- 1959 Министерство культуры
- 1985 Министерство связи и информации
- 1990 Министерство информации и искусств
- 2004 прежнее название

## Агентства
- Администрация инфо-коммуникационного развития
- Администрация развития средств массовой информации
- Национальный художественный совет
- Администрация охраны памятников старины
- Совет Национальных библиотек